# Live in Moscow (альбом Stone Sour)
Live in Moscow — концертный альбом американской рок-группы Stone Sour, выпущенный 14 августа 2007 года эксклюзивно на iTunes Store. Концертник содержит запись выступления группы в Москве, Россия. Видеозапись этого выступления представлена в специальном издании альбома Come What(ever) May.

## Сет-лист
| №                   | Название              | Длительность |
| ------------------- | --------------------- | ------------ |
| 1.                  | «30/30-150»           | 5:07         |
| 2.                  | «Orchids»             | 5:27         |
| 3.                  | «Take a Number»       | 4:41         |
| 4.                  | «Reborn»              | 3:48         |
| 5.                  | «Your God»            | 5:14         |
| 6.                  | «Inhale»              | 4:05         |
| 7.                  | «Come What(ever) May» | 5:46         |
| 8.                  | «Bother»              | 6:32         |
| 9.                  | «Through Glass»       | 5:45         |
| 10.                 | «Blotter»             | 3:58         |
| 11.                 | «Hell & Consequences» | 4:27         |
| 12.                 | «Get Inside»          | 4:10         |
| Общая длительность: | Общая длительность:   | 58:19        |

## Участники
- Stone Sour
  - Кори Тейлор — вокал, гитара
  - Джеймс Рут — лидер-гитара
  - Джош Рэнд — ритм-гитара
  - Шон Экономаки — бас-гитара
  - Рой Майорга — ударные, перкуссия